# Inštitut za fiziologijo Medicinske fakultete v Ljubljani
Inštitut za fiziologijo je znanstveno-raziskovalni inštitut, ki deluje v okviru Medicinske fakultete Univerze v Ljubljani.
Trenutni vodja inštituta je prof. dr. Žarko Finderle.